# Vision Divine (album)
Vision Divine – pierwszy album grupy Vision Divine, wydany w 1999 roku przez wytwórnię Metal Blast.

## Lista utworów
1. "New Eden" – 4:04
2. "On The Wings Of The Storm" – 4:43
3. "Black Mask Of Fear" – 4:40
4. "Exodus" – 4:39
5. "The Whisper" – 6:05
6. "Forgotten Worlds" (Utwór instrumentalny) – 4:20
7. "Vision Divine" – 5:05
8. "The Final Countdown" (cover zespołu Europe) – 5:08
9. "The Miracle" – 6:21
10. "Forever Young" – 5:02
11. "Of Light And Darkness" – 6:11

## Twórcy
- Fabio Lione – śpiew
- Olaf Thorsen – gitara
- Andrea "Tower" Torricini – gitara basowa
- Mattia Stancioiu – perkusja
- Andrea De Paoli – instrumenty klawiszowe